# 大津市役所前站
大津市役所前站（日语：／ Otsu-shiyakusho-mae eki */?）是位於滋賀縣大津市御陵町，京阪電氣鐵道的石山坂本線女。車站編號為OT14。

## 歷史
- 1927年（昭和2年）
  - 5月15日 - 琵琶湖鐵道汽船三井寺至兵營前之間開通，兵營前站啟用。當初為終點站。
  - 9月10日 - 此站至山上站（位於此站至皇子山之間的車站）開通，成為中途站。
- 1929年（昭和4年）4月11日 - 公司合併後，成為(舊)京阪電氣鐵道石山坂本線的車站[3][4]。
- 1940年（昭和15年）11月10日 - 車站改名為別所站。
- 1943年（昭和18年）10月1日 - 公司合併後，成為京阪神急行電鐵（現時：阪急電鐵）的車站[3][5]。
- 1949年（昭和24年）12月1日 - 公司分離後，成為(新)京阪電氣鐵道的車站[3][5]。
- 1967年（昭和42年）9月24日 - 大津市政廳從濱大津遷移至現地。車站向坂本一方遷移0.3公里。舊站的坂本方向月台現時還存在。
- 1992年（平成4年）3月26日 - 新車站大樓竣工，增設斜道、延伸月台上蓋、設有盲人凸字車費表、導盲磚，以及把廁所翻新[6]。
- 2018年（平成30年）3月17日 - 車站改名為大津市役所前站[7][8][9][10]。車站改名的理由是由於鄰接大津市政廳（日语：大津市役所）[7][9]。

## 車站構造
本站是地面車站，設有2面2線的相對式月台。車站大樓（檢票口）位於坂本方向月台靠近濱大津一方，大樓對面月台為石山寺方向月台，兩月台之間設有站內平交道連接。
此站設有自動閘機（不支援Surutto KANSAI等各種車票，PiTaPa、ICOCA等IC卡中，3部閘機中只有1架支援。另外站內也有IC專用簡單閘機）。為了建設無障礙設施，站內設有可讓輪椅人士使用的斜道、盲人凸字車費表和導盲磚。在平日早上設有職員當值。

### 月台
| 月台 | 路線        | 上下行 | 方向                                                                     | 備註                               |
| ---- | ----------- | ------ | ------------------------------------------------------------------------ | ---------------------------------- |
| 西邊 | ▼石山坂本線 | 下行   | 坂本比叡山口方向                                                         |                                    |
| 東邊 | ▼石山坂本線 | 上行   | 琵琶湖濱大津、京阪膳所、石山寺方向 ▲京津線（ 地下鐵東西線 三條京阪）方向 | 京津線需要在琵琶湖濱大津站轉乘列車 |

※月台可容納2卡列車。在旅客資訊上沒有編排月台編號。

## 車站周邊
- 大津市政廳（日语：大津市役所）
  - 大津市企業局（日语：大津市企業局）
  - 大津市政廳內郵局
- 大津市消防局（日语：大津市消防局）、中消防署
- 滋賀縣警察（日语：滋賀県警察）學校
- 滋賀縣立大津商業高等學校（日语：滋賀県立大津商業高等学校）
- 弘文天皇長等山御陵
- 大津市歷史博物館（日语：大津市歴史博物館）
- 皇子山陸上競技場（日语：皇子山陸上競技場）
- 京阪巴士（日语：京阪バス）「市役所前」巴士站

## 相鄰車站
京阪電氣鐵道
▼石山坂本線
三井寺（OT13）－大津市役所前（OT14）－京阪大津京（OT15）
- 在皇子山（現時：京阪大津京）站啟用前，此站至近江神宮前站之間曾經設有山上站（在1946年廢止）和漣站（在1944廢廃止）。

## 注腳
1. ↑  大津市統計年鑑
2. ↑  停車站資訊圖 （页面存档备份，存于）（日語） - 京阪電氣鐵道
3. 1 2 3  高橋 2017，第28頁.
4. ↑  寺田 2013，第276頁.
5. 1 2  寺田 2013，第275頁.
6. ↑  車站中設置的廣報誌「くらしの中の京阪」1992年4月號
7. 1 2   (PDF) (新闻稿). 京阪電氣鐵道. 2017-02-13  [2020-03-05]. （原始内容存档 (PDF)于2021-10-02） （日语）.
8. ↑   (PDF) (新闻稿). 京阪電氣鐵道. 2018-01-26  [2020-03-05]. （原始内容存档 (PDF)于2019-10-14） （日语）.
9. 1 2  . Walker Plus. 2017-02-15  [2020-03-05]. （原始内容存档于2021-10-02） （日语）.
10. ↑  . 產經新聞. 2018-03-17  [2020-03-05] （日语）.
11. ↑  大津線駅係員配置時間 （页面存档备份，存于）（日語）

## 外部連結
- 大津市役所前 - 京阪電氣鐵道